# Memorialbau
Ein Memorialbau ist ein Bauwerk dessen Hauptfunktion darin besteht, an ein historisches Ereignis oder an eine oder mehrere historische Persönlichkeiten zu erinnern. Einige Unterbegriffe der Bezeichnung „Memorialbau“ sind Triumphbogen, Siegesmonument, Denkmal, Votivbau, Grabmal, Mausoleum, Martyrion. Ein Beispiel für Memorialbauten ist das Denkmal für die ermordeten Juden Europas in Berlin.